# Mannick
Mannick, née Marie-Annick Rétif le 9 octobre 1944 à Angers, est une auteure-compositrice-interprète française.
Avec un répertoire s'adresse autant aux jeunes enfants qu'aux adultes, marqué par une collaboration régulière avec Jo Akepsimas, elle a contribué au renouveau et à l'évolution de la musique liturgique en France, évoquant l'amour dans les registres de la poésie et de l'humour.

## Biographie

### Carrière
Encore adolescente, Mannick débute en 1960 avec le groupe Les Collégiennes de la chanson, qui tourne aussi à l'étranger, entre autres au Canada. En 1969, elle fait la connaissance du chanteur Jean-Michel Caradec, qui, plus tard, lui aussi, écrira des chansons pour les enfants.[réf. nécessaire]
À partir de 1970, elle est la voix féminine du groupe Crëche composé de Bernard Haillant, Jo Akepsimas, Gaëtan de Courrèges et Jean Humenry. En 1977, Mannick quitte le groupe Crëche, qui se sépare un an après.[réf. nécessaire]
Après cette époque, elle continue une carrière en solo et le plus souvent en duo avec Jo Akepsimas.[réf. nécessaire]
Son album Paroles de femme est certifié Disque d'Or en 1977. Elle eut aussi parallèlement une carrière de chanteuse chrétienne.[réf. nécessaire]
Dans son œuvre, elle a abordé les thèmes du féminisme sous un angle liturgique (tout particulièrement dans ses albums Paroles de femme, La Chance d'être femme et Je suis Ève), et de la résistance à l'oppression (par exemple dans sa chanson Ils sont des forêts).
En 2023, elle annonce sur sa page Facebook qu'elle arrête sa carrière pour une retraite bien méritée.[réf. nécessaire]

### Vie privée
Elle est chrétienne catholique croyante et pratiquante.

## Discographie

### Avec le groupeLes Collégiennes
- 1964 : Les Collégiennes de la Chanson chantent Raymond Fau (EP 4 titres)
- 1964 : Les Collégiennes de la Chanson chantent Raymond Fau, 2 (EP 4 titres)
- 1965 : Le vent peut souffler (EP 4 titres)
- 1965 : La révolte des esclaves (EP 4 titres)
- 1965 : Pourquoi cet enfant ? (EP 4 titres)
- 1966 : On est Get (EP 4 titres)
- 1966 : Douce est ma plaine (EP 4 titres)
- 1967 : Juanito (EP 4 titres)
- 1968 : Pour la première fois (EP 4 titres)

### Avec le groupeCrëche
- 1973 : Crëche
- 1975 : Crëche à l'Olympia (album live)
- 1977 : « Groupe » Crëche

### En solo

#### Pour les adultes
- 1976 : Paroles de femme (réédité chez AZ/Universal en 1989 avec 5 titres tirés de l'album La Chance d'être femme)
- 1977 : La Chance d'être femme
- 1979 : Je suis Ève
- 1980 : ...C'est par amour
- 1980 : Femmes de la Bible
- 1982 : L'Enfant soleil
- 1983 : Les Mots difficiles à dire...
- 1985 : Rien que des chansons d'amour
- 1987 : Allez par toute la Terre
- 1988 : Paroles d'automne
- 1994 : Voyages...
- 2000 : Mannick (compilation)
- 2004 : Soixante
- 2006 : De l'amour sinon rien
- 2007 : Intégrale 117 chansons (recensant les 11 albums + l'inédit A tegucigalpa)
- 2010 : Autrement (album de reprises de chansons traditionnelles et folk, avec ses anciens camarades du groupe Crëche)
- 2011 : La Passion des passions
- 2013 : Une femme... Marie

#### Pour les enfants
- 1974 : Mannick chante pour les enfants
- 1978 : Mannick chante pour les enfants n°2
- 1978 : La Danse des prénoms, avec Jo Akepsimas
- 1985 : Mannick chante pour les enfants
- 1986 : L'Année en fêtes
- 1989 : J'écoute, je chante, avec Jo Akepsimas
- 1989 : J'écoute, je chante Noël, avec Jo Akepsimas
- 1992 : Les Animaux racontent Noël
- 1994 : Les Animaux de la Bible
- 2000 : Prier avec les enfants, avec Jo Akepsimas
- 2002 : La Farandole des animaux
- 2003 : Chante-moi la Bible Ancien Testament

### Albums en commun
- 1974 : Lueurs de Pâques, avec Jo Akepsimas et Didier Rimaud
- 1975 : Dieu démaquillé, avec Jo Akepsimas et Jean Debruynne
- 1975 : Mannick et Jo chantent Noël, avec Jo Akepsimas
- 1976 : Quand il viendra, avec Jo Akepsimas et Michel Scouarnec
- 1977 : L'amour a fait les premiers pas, avec Jo Akepsimas
- 1977 : Pour éclairer tes pas, avec Jo Akepsimas et Didier Rimaud
- 1977 : Le Maringouin, avec Jo Akepsimas
- 1977 : Nuit de lumière, avec Jean-Pascal Hevens, Pierre Fertin et Michel Prophette
- 1978 : Lumière de midi, avec Jo Akepsimas et Michel Scouarnec
- 1979 : La Chanson de l'évangile, avec Jo Akepsimas
- 1979 : En lettres de lumière, avec Jo Akepsimas et Michel Scouarnec
- 1979 : Noël, Dieu parmi nous, avec Jo Akepsimas
- 1980 : Une veillée pour Noël, avec Jo Akepsimas et Guy Desmichelle
- 1980 : Peuple de pèlerins, avec Robert Lebel
- 1981 : La Chanson de l'évangile, Vol. 2
- 1981 : Pour un monde nouveau l'eucharistie, avec Jo Akepsimas et Michel Scouarnec
- 1982 : Quand il parlait sur la montagne, avec Jo Akepsimas
- 1987 : Signes par milliers, avec Jo Akepsimas et Claude Bernard
- 1989 : Comme un câlin, avec Jo Akepsimas et Susan Varley
- 1990 : Célébrer les temps de la vie: Notre mariage 1, avec Jo Akepsimas
- 1992 : Vêtue de lumière, avec Robert Lebel
- 1994 : Mes prières, avec Jo Akepsimas
- 1995 : Soif de vivre, avec Jo Akepsimas
- 1996 : Mes fêtes, avec Jo Akepsimas
- 1997 : Du côté de Noël
- 2000 : Seigneur des temps nouveaux (Chants liturgiques), avec Jo Akepsimas et Michel Scouarnec
- 2002 : En paraboles, album en commun avec d'autres chanteurs chrétiens
- 2004 : Soixante..., avec Jo Akepsimas
- 2014 : Messe "pour un dernier adieu" et chants pour les célébrations des funérailles, avec Jo Akepsimas

## Prix et distinctions
- 1977 : Disque d'or pour l'album Paroles de femmes ;
- 1987 : Grand Prix de l'Académie Française ;
- 1989 : Grand Prix de l'Académie du disque Français pour l'album Paroles d'automne ;
- 1990 : Prix SACEM de la chanson pour enfants.

### Articles
- Robert Migliorini, Mannick, au fil des émotions
- Le Télégramme, Concert. Mannick assure le show
- Edith Geslin, Mannick chante et ça dure depuis cinquante ans
- Le Télégramme, Armorica. Mannick, grande voix et grande dame
- Philippe Louat, Jean-Claude Duverger, RCF Radio, Mannick
- RTS Vidéo: De mère en fille : Mannick Rencontre avec la chanteuse Mannick et sa fille Violaine Stender